# Hand Maid May
Hand Maid May (ハンドメイドメイ Hando Meido Mei?) es una serie de anime lanzada en el año 2000 en Japón, dirigida por Shinichiro Kimura, creada por Jyuzo Mutsuki, y producida por Pioneer Animation. Es una comedia de once episodios, que se centra en las aventuras del personaje principal, Kazuya Saotome, y de una Cyberdoll llamada May.

## Argumento
El protagonista es Kazuya Saotome, un estudiante de 2.º de electrónica aplicada de la Universidad politécnica de Ochanomizu amante de la construcción de robots. Su objetivo es el de hacer realidad el llamado «proyecto Doraemon». Un día, cuando acaba uno de sus exámenes, en el Campus se encuentra con Kōtarō Nanbara, amigo y rival desde su infancia, quien le ofrece un programa que supuestamente le permitirá acceder, de forma gratuita, a todos los archivos que Kazuya desee. Éste lo acepta sin dudar, pero el verdadero propósito de dicho programa es informar a Kōtarō Nanbara de todos los adelantos que realice el ingenuo protagonista en la construcción de robots y de instalar un virus creado por Nanbara. De esta manera, Kazuya nunca estaría técnicamente más adelantado que Nanbara. Tras instalar el programa, se realiza una orden de compra por una muñeca-robot por error. Inmediatamente después de ello, una extraña mensajera le entrega un paquete que contiene una preciosa Cyberdoll llamada May. Desde ese momento, comenzarán las desventuras, enredos y líos amorosos de Kazuya y May.

## Personajes

### Personajes principales
Kazuya Saotome (早乙女 和也 Saotome Kazuya?)
 Seiyū: Takayuki Yamaguchi, voz en español: Daniel Albiac
Kazuya es un estudiante de electrónica aplicada de 19 años. Desde pequeño es un apasionado por la construcción de robots. Es el creador de Ikariya, un robot con forma de calamar con una inteligencia artificial regalada por Kōtarō Nanbara. Es bondadoso, inteligente y sumamente ingenuo. Desde pequeño ha soñado con la idea de «crear el Doraemon», que es como él llama a crear el ayudante de casa y amigo perfecto.
Kasumi Tani (谷 かすみ Tani Kasumi?)
 Seiyū: Mikako Takahashi, voz en español: Carmen Calvell
Kasumi es vecina de Kazuya, tiene 18 años y es realmente la primera que se enamora de él. Posee un gran carácter, es gentil y amable por lo que no duda en entablar amistad con la pequeña May y adoptar a Lena. Es la hija de la dueña del piso donde vive Kazuya y pasa más tiempo en el departamento de Kazuya que en su casa. Como su ventana queda justo frente a la de Kazuya, frecuentemente usa una escalera como puente para cruzar y visitarlo.
Koutarou Nanbara (南原　耕太郎 Nanbara Kōtarō?)
 Seiyū: Yuji Ueda, voz en español: Raúl Llorens
Nambara es el rival de Kazuya desde la infancia. A pesar de poseer mucho dinero para comprar cualquier mecanismo siempre ha sido segundo lugar detrás de Kazuya en la presentación de nuevos robots juguetes. Una vez que se entera de la existencia de May, querrá apoderarse de ella.

### Cyberdolls
Cyberdoll May (サイバドール・メイ Saibadōru Mei?)
 Seiyū: Maria Yamamoto, voz en español: Assumpta Navascués
May es la costosa Cyberdoll que Kazuya pide sin querer a través del programa de Nanbara. Es diminuta, quiere agradar a cualquier coste a su dueño y se enamora de él. Es una apasionada de las telenovelas románticas. Al ser una Cyberdoll, puede cambiar de canal o subir el volumen al televisor; y necesita ser recargada porque su batería se gasta. Más adelante, es transferida a un cuerpo de tamaño real.
Cyberdoll Lena (サイバドール・レナ Saibadōru Rena?)
 Seiyū: Rie Kugimiya, voz en español: Ana Orra
Lena es una Cyberdoll de Kasumi con apariencia de niña y un comportamiento caprichoso e irritable. Su llanto es muy potente y puede destruir todo lo que esté a su alrededor. Se lleva muy bien con Ikaria y con Kazumi, la cual hace de tutora de la niña. A pesar de su corta edad, le gustan las telenovelas y está enamorada platónicamente de Kazuya.
Cyberdoll Sara (サイバドール・サラ Saibadōru Sara?)
 Seiyū: Kyoko Hikami, voz en español: Azucena Díaz
Sara es la extraña mensajera que lleva a May a Kazuya. Proviene de China y es adicta al ramen, a tal punto, de dejar su trabajo de lado por un buen plato de ellos. En un primer momento, es muy amable y gentil pero al no ser pagada por su encargo cambia su carácter. Se unirá a Nambara, formando una cómica pareja de villanos para recuperar a May. También termina enamorándose de Kazuya. Viene de parte de la Cyberdine (la empresa de fabricadora de Cyberdolls).
Cyberdoll Kei (サイバドール・ケイ Saibadōru Kei?)
 Seiyū: Omi Minami, voz en español: Susana Damas
En un intento por recuperar a May, Sara y Nambara ponen a su servicio a una nueva Cyberdoll llamada Kei, pero queda muy intrigada al ver que May puede desarrollar emociones y decide quedarse a vivir con Kazuya, concretamente en el armario. Es extremadamente inteligente y tiene un poder de cálculo y una base de datos increíble (con un coeficiente de 50.000). Antes de realizar alguna acción, calcula las oportunidades de éxito. Al entrar en contacto con Kazuya se enamora de él.
Cyberdoll Mami (サイバドール・マミ Saibadōru Mami?)
 Seiyū: Kikuko Inoue, voz en español: Julia Chalmeta
Mami es una Cyberdoll de procedencia americana que tiene una habilidad increíble para la limpieza y la cocina. Como dato curioso, puede alcanzar hasta 180 kilómetros por hora con sus patines. Mami viene del futuro para ayudar a Kazuya, ya que ahora convive con tantas personas. No es muy inteligente pero se la dan bien las tareas domésticas y siempre puede dar algún consejo útil. Al venir del futuro sabe todo lo que pasara con Kazuya, pero nunca dice nada acerca de eso.

### Otros personajes
Ikariya (イカリヤ?)
 Seiyū: Miwa Yasuda
Ikariya es el robot con inteligencia artificial que creó Kazuya. Tiene forma de calamar y es la razón por la cual Nambara está celoso de Kazuya. Es un intento de imitación de Doraemon, ya que Kazuya siempre ha querido hacer un robot lo más parecido posible a él y lo va arreglando poco a poco así como aumentando su inteligencia. Siempre está con Lena.
Shikishima (敷島?)
Shikishima es un misterioso personaje clave en el desarrollo de la serie. Es inquilino de Kasumi y nunca está ni paga el alquiler del piso.

## Contenido de la obra

### Anime
Hand Maid May se inició como una serie anime producida conjuntamente por Pioneer L.D.C. y TNK, que fue emitida originalmente sus 10 episodios por el canal japonés WOWOW del 26 de julio al 27 de septiembre de 2000. Con la salida de su último DVD, se introdujo un capítulo a modo de OVA con él. Aunque no ha sido emitida por televisión, su DVD si ha sido distribuido en otros países, como Norteamérica por Geneon Entertainment o en España por Jonu Media, pero en el caso de este último país sí llegó a trasmitirlo por el canal Buzz.

#### Episodios
Hand Maid May consta de 10 episodios más un OVA.
1. Encantada de conocerte
2. ¿Estoy siendo útil?
3. ¿Qué haremos?
4. Por favor, no mires!
5. De verdad...hasta hoy...
6. ¡Más Más!
7. ¿No queda mucho tiempo?
8. ¡Realmente lo quiero!
9. Incluso ahora...te creo.
10. May es todo.
11. No me rendiré (OVA)

#### Banda sonora
- Opening:

"JUMP ~ MAYppai Dakishimete" (eps. 2-9)
Interpretación: P-Chicks
- Ending:

"'JUMP ~ MAYppai Dakishimete" (eps. 1, 10)
Interpretación: P-Chicks
"'Honto no Kimochi" (eps. 2-9)
Interpretación: Mikako Takahashi

### OVA
En 2003, salió un capítulo OVA nuevo de Hand Maid May. Wonder Farm tenía planeado sacar tres episodios, pero de momento lleva solo uno, el cual salió el 18 de enero de 2003. En gran parte, el retraso surgió porque su distribuidora, Five Ways, se declaró en quiebra a mediados de 2003.